# تورو (ماگورو)

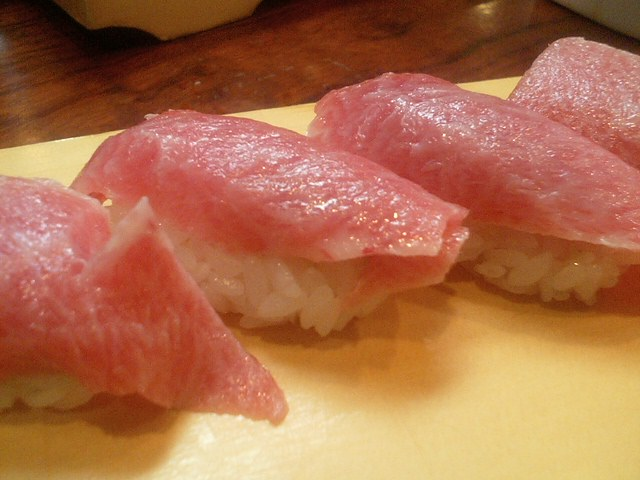
سوشی تورو

تورو (به ژاپنی: トロ) بخش پرچربی ماهی تن یا ماگورو است. که به عنوان عناصر غذایی سوشی یا نتا مورد استفاده قرار می‌گیرد. در دوره ادو قسمت شکم ماهی تن نسبت به گوشت قرمز آن ارزش کمتری داشت یا به دور انداخته می‌شد یا به صورت پخته به صورت غذاهای مخلوط خورده می‌شد. بتدریج خوشمزگی طعم چربی حیوانی در بین مردم شناخته شد و در حال حاضر قیمت قسمت چرب ماهی تن دو برابر قیمت گوشت قرمز این ماهی است. به طورکلی نامگذاری قسمت‌های گوشت ماهی تن با ماهی ماگورو به این ترتیب است.
- آکامی قسمت قرمز ماهی ماگورو
- چوتورو قسمت نسبتاً چرب شکم ماگورو
- اوتورو پرچربی‌ترین قسمت شکم ماگورو
- نگی‌تورو گوشت به صورت  خمیر در آمدهٔ ماگورو

ممکن است تورو برای قسمت‌های پرچربی ماهی‌های دیگر نیز بکار رود برای مثال قسمت پرچربی ماهی کاتسوئو توروکاتسوئو نامیده می‌شود. در استان هوکایدو که گوشت گاو به صورت خام مصرف می‌شود، یک غذای سنتی به نام گیوتورودون وجود دارد. برخی از قسمت‌های گوشت خوک نیز بوتاتورو نامیده می‌شود. در این موارد منظور نوع گوشت نبوده بلکه با بکار بردن واژهٔ تورو، تصوری که از لوکسی توروی ماهی تن وجود دارد، برای بالا بردن ارزش دیگر انواع گوشت قرض گرفته شده‌است.

## منبع
- مشارکت‌کنندگان ویکی‌پدیا. «トロ». در دانشنامهٔ ویکی‌پدیای ژاپنی، بازبینی‌شده در ۷ فوریه ۲۰۱۲.